# 俯衝侵蝕
俯衝侵蝕（英語：subduction erosion），或構造侵蝕，是由於俯衝而造成上覆構造板塊上的地殼消失。兩種類型的構造侵蝕：板塊前緣侵蝕和板塊地殼底部的基底侵蝕。基底侵蝕導致上覆板塊變薄。前緣侵蝕可能導致連鎖效應的斷層活動和板塊邊緣傾斜，以填補被消耗地殼塊體留下的“缺口”。 高速俯衝和低速沉積物供應到海溝一般被認為能增強俯衝侵蝕。 
在新元古代之前，由於收斂速率較高，俯衝侵蝕速率可能高於現在。藍片岩的稀缺似乎支持這種觀點。 然而，這種說法有不同的解釋，因為早期的大洋地殼比今天的地殼含有更多的鎂，因此藍片岩相會被綠片岩相石取代。

## 俯衝侵蝕引起的構造實例
伸展構造：俯衝侵蝕被認為是智利北部的一種普遍現象，梅希约内斯半岛周圍的正斷層歸因於岩石圈消耗引起的伸展多米諾骨牌效應。
區域下沉和海侵：智利南部的中新世海侵被認為是由基底構造侵蝕引起的。 但俯衝侵蝕不能解釋巴塔哥尼亞更內陸的中新世海侵。
岩漿帶遷移：與安第斯造山運動同時，智利的岩漿帶從晚白堊世開始向東遷移被認為是由俯衝侵蝕引起的。